# Floridsdorfer AC
El Floridsdorfer AC es un equipo de fútbol de Austria que juega en la 2. Liga, la segunda categoría de fútbol en el país.

## Historia
Fue fundado en el año 1904 en la ciudad de Floridsdorfer, el 21.º distrito de la capital Viena y fue uno de los equipos fundadores del Campeonato de Austria en la temporada 1911/12, donde terminó en 7.º lugar.
El club ha disputado más de 35 temporadas en la Bundesliga de Austria, saliendo campeón en la campaña de 1917/18, pero el equipo es más habitual en la Primera Liga de Austria, donde ha jugado más de 50.

## Palmarés
- Bundesliga de Austria: 1

1917/18

## Entrenadores

### Entrenadores desde 1930[5]
- Richard Ziegler/Karl Schrott (1930–1931)
- Karl Jiszda (1931–1934)
- Rudolf Seidl (1935–1940)
- Eduard Frühwirth (1939–1947)
- Anton Artes (1947–1948)
- Anton Artes/Karl Durspekt (1948–1949)
- Anton Artes (1949–1950)
- Karl Heinlein (1950–1951)
- Johann Müller (1951–1952)
- desconocido (1953-1982)
- Rudolf Sabetzer (1982-1983)
- Leopold Grausam (1984–1985)
- desconocido (1985-1990)
- Hans Kittinger (1990-1991)
- Franz Fegerl (1991-1992)
- Gustav Thaler (1992-1995)
- Walter Dannhauser (1995)
- Friedrich Täubler (1995)
- Helmut Senekowitsch (1995-1996)
- Gustav Thaler (1996-1997)
- Christian Keglevits (1997-2000)
- Erich Obermayer (2000-2001)
- Andreas Reisinger (2001)
- Rudolf Eggenberger (2001-2004)
- Peter Flicker (2004)
- Karl Berger (2004)
- Peter Flicker (2004-2005)
- Werner Gössinger (2006-2007)
- Damir Canadi (2007-2008)
- Dominik Thalhammer (2008)
- Peter Seher (2008)
- Andreas Ogris (2008-2010)
- Damir Canadi (2010)
- Christian Prosenik (2011)
- Hans Kleer (2011-2015)
- Peter Pacult (2015)
- Thomas Flögel (2015)
- Felix Gasselich (2015-2016)
- Jürgen Halper (2016)
- Franz Maresch (2017)
- Dominik Glawogger (2017)
- Thomas Eidler (2017-2018)
- Mario Handl (2018)
- Oliver Oberhammer (2018)
- Andreas Heraf (2018-2019)
- Mario Handl (2019-2020)
- Aleksandar Gitsov (2020)
- Lukas Fischer (2020)
- Miron Muslic (2020)
- Roman Ellensohn (2021)
- Mitja Mörec (2021)
- Aleksandar Gitsov (2021)